# Så jävla easy going
Så jävla easy going är en svensk drama-komedifilm från 2022. Filmen är regisserad av Christoffer Sandler, som även har skrivit manus tillsammans med Linda-Maria Birbeck. Den är baserad på Jenny Jägerfelds roman Jag är ju så jävla easy going från 2013.
Filmen hade biopremiär i Sverige den 25 februari 2022, utgiven av TriArt Film.

## Handling
Filmen handlar om 18-åriga Joanna som är i behov av ADHD-medicin för att inte hennes hjärna ska upplevas som en blinkande nöjespark. Problemet är att det inte finns några pengar till någon medicin, då hennes pappa är hemma på dagarna med en sjuklön som knappt räcker till hyran. Joanna blir därför tvungen att vara kreativ för att kunna få fram några pengar.

## Rollista (i urval)
- Nikki Hanseblad – Joanna
- Melina Benett Paukkonen – Audrey
- Emil Algpeus – Matheus
- Shanti Roney – pappa
- Zara Martinsson – Mikaela
- Alexander Virenhem – Jens
- Korosh Mirhosseini – vaktmästare
- Buster Nowotny – Sebbe
- Gorki Glaser-Müller – apoteksbiträde 1
- Tess Paulsen – apoteksbiträde 2
- Anders Tolergård – pantbanksbiträde
- Hanna Ullerstam – biografföreståndare
- Jenny Jägerfeld – programledare i TV
- Mats Blomgren – lärare

## Produktion
Filmen är producerad av Annika Hellström och Erika Malmgren för Cinenic Film, i samproduktion med Film i Väst, Hummelfilm och SVT. Den är till största del inspelad i Göteborg.